# Ministero degli affari esteri (Moldavia)
Il Ministero degli affari esteri e dell'integrazione europea della Repubblica di Moldavia (in romeno Ministerul Afacerilor Externe și Integrării Europene al Republicii Moldova
) è un dicastero del governo moldavo deputato alla gestione della politica estera della Moldavia.
Il ministro è Mihai Popșoi, in carica dal 29 gennaio 2024.

## Storia
Il Ministero venne fondato il 1º febbraio 1944, come Commissariato del popolo per gli affari esteri della Repubblica Socialista Sovietica Moldava, assumendo poi il titolo di Ministero il 27 marzo 1946. Dal 31 agosto 1989 il Ministero ha assunto la sua forma attuale, ratificata nella costituzione del 1994.

## Funzioni
Le funzioni del Ministero sono le seguenti:
- garantire i diritti sovrani della Repubblica di Moldavia nell'ambito dei rapporti internazionali;
- promuovere la politica estera della Moldavia attraverso le relazioni con altri Stati e organizzazioni internazionali;
- informare il Presidente, il Governo e il Parlamento sui maggiori eventi internazionali e avanzare loro proposte sulla posizione geopolitica della Moldavia;
- partecipare, a nome della Repubblica di Moldavia, alla stesura di accordi internazionali;
- dirigere e controllare l'operato delle missioni diplomatiche e degli uffici consolari della Moldavia presso altri paesi od organizzazioni internazionali;
- analizzare la situazione interna ed estera di Stati con cui la Moldavia abbia relazioni diplomatiche, identificando e valutando la possibilità di sviluppare nuove opportunità di scambi e di relazioni economiche;
- cooperare con l'apparato centrale specializzato e con altre strutture governative su relazioni economiche con altri Stati e sulla promozione di una politica statale unica estera.

## Elenco
| Ministro                             | Ministro         | Ministro                 | Partito                                  | Governo                          | Mandato           | Mandato          |
| Ministro                             | Ministro         | Ministro                 | Partito                                  | Governo                          | Inizio            | Fine             |
| ------------------------------------ | ---------------- | ------------------------ | ---------------------------------------- | -------------------------------- | ----------------- | ---------------- |
| Affari esteri                        |                  |                          |                                          |                                  |                   |                  |
|                                      |                  | Nicolae Țâu (1948)       | Indipendente                             | Druc                             | 6 giugno 1990     | 28 maggio 1991   |
| Muravschi                            | 28 maggio 1991   | Nicolae Țâu (1948)       | Indipendente                             | 23 luglio 1992                   |                   |                  |
| Sangheli I                           | 23 luglio 1992   | Nicolae Țâu (1948)       | Indipendente                             | 28 ottobre 1993                  |                   |                  |
| Sangheli I                           | vacante          | vacante                  | vacante                                  | vacante                          | 28 ottobre 1993   | 5 aprile 1994    |
|                                      |                  | Mihai Popov (1949)       | Indipendente                             | Sangheli II                      | 5 aprile 1994     | 24 gennaio 1997  |
| Ciubuc I                             | 24 gennaio 1997  | Mihai Popov (1949)       | Indipendente                             | 24 luglio 1997                   |                   |                  |
| Ciubuc I                             |                  |                          | Nicolae Tăbăcaru (1955)                  | Indipendente                     | 28 luglio 1997    | 22 maggio 1998   |
| Ciubuc II                            | 22 maggio 1998   | 12 marzo 1999            | Nicolae Tăbăcaru (1955)                  | Indipendente                     |                   |                  |
| Sturza                               | 12 marzo 1999    | 21 dicembre 1999         | Nicolae Tăbăcaru (1955)                  | Indipendente                     |                   |                  |
| Braghiș                              | 21 dicembre 1999 | 22 novembre 2000         | Nicolae Tăbăcaru (1955)                  | Indipendente                     |                   |                  |
| Braghiș                              |                  |                          | Nicolae Cernomaz (1949-2023)             | Indipendente                     | 22 novembre 2000  | 19 aprile 2001   |
| Tarvel I                             | 19 aprile 2001   | 27 luglio 2001           | Nicolae Cernomaz (1949-2023)             | Indipendente                     |                   |                  |
| Tarvel I                             |                  |                          | Nicolae Dudău (1945)                     | Indipendente                     | 3 settembre 2001  | 4 febbraio 2004  |
| Tarvel I                             |                  |                          | Andrei Stratan (1966)                    | Partito Repubblicano di Moldavia | 4 febbraio 2004   | 19 aprile 2005   |
| Tarvel II                            | 19 aprile 2005   | 31 marzo 2008            | Andrei Stratan (1966)                    | Partito Repubblicano di Moldavia |                   |                  |
| Greceanîi I                          | 31 marzo 2008    | 10 giugno 2009           | Andrei Stratan (1966)                    | Partito Repubblicano di Moldavia |                   |                  |
| Greceanîi II                         | 10 giugno 2009   | 25 settembre 2009        | Andrei Stratan (1966)                    | Partito Repubblicano di Moldavia |                   |                  |
| Affari esteri e integrazione europea |                  |                          |                                          |                                  |                   |                  |
|                                      |                  | Iurie Leancă (1963)      | Partito Liberale Democratico di Moldavia | Filat I                          | 25 settembre 2009 | 14 gennaio 2011  |
| Filat II                             | 14 gennaio 2011  | Iurie Leancă (1963)      | Partito Liberale Democratico di Moldavia | 31 maggio 2013                   |                   |                  |
|                                      |                  | Natalia Gherman (1969)   | Partito Liberale Democratico di Moldavia | Leancă                           | 31 maggio 2013    | 18 febbraio 2015 |
| Gaburici                             | 18 febbraio 2015 | Natalia Gherman (1969)   | Partito Liberale Democratico di Moldavia | 30 luglio 2015                   |                   |                  |
| Streleț                              | 30 luglio 2015   | Natalia Gherman (1969)   | Partito Liberale Democratico di Moldavia | 20 gennaio 2016                  |                   |                  |
|                                      |                  | Andrei Galbur (1975)     | Indipendente                             | Filip                            | 20 gennaio 2016   | 21 dicembre 2017 |
| vacante                              | vacante          | vacante                  | vacante                                  | Filip                            | 21 dicembre 2017  | 10 gennaio 2018  |
|                                      |                  | Tudor Ulianovschi (1983) | Indipendente                             | Filip                            | 10 gennaio 2018   | 8 giugno 2019    |
|                                      |                  | Nicu Popescu (1981)      | Indipendente                             | Sandu                            | 8 giugno 2019     | 14 novembre 2019 |
|                                      |                  | Aureliu Ciocoi (1968)    | Indipendente                             | Chicu                            | 14 novembre 2019  | 16 marzo 2020    |
|                                      |                  | Oleg Țulea (1980)        | Partito Democratico della Moldavia       | Chicu                            | 16 marzo 2020     | 9 novembre 2020  |
|                                      |                  | Aureliu Ciocoi (1968)    | Indipendente                             | Chicu                            | 9 novembre 2020   | 6 agosto 2021    |
|                                      |                  | Nicu Popescu (1981)      | Indipendente                             | Gavrilița                        | 6 agosto 2021     | 16 febbraio 2023 |
| Recean                               | 16 febbraio 2023 | Nicu Popescu (1981)      | Indipendente                             | 29 gennaio 2024                  |                   |                  |
| Recean                               |                  |                          | Mihai Popșoi (1987)                      | Partito di Azione e Solidarietà  | 29 gennaio 2024   | in carica        |

### Esplicative
1. ↑  Ricopre anche la carica di Vice Primo ministro dal 10 ottobre 2005.
2. ↑  Ricopre anche le cariche di Vice Primo ministro e, dal 25 aprile 2013, Primo ministro ad interim.
3. ↑  Ricopre anche le cariche di Vice Primo ministro e, dal 22 giugno al 30 luglio, Primo ministro ad interim.
4. 1 2 3  Ricopre anche la carica di Vice Primo ministro.
5. ↑  Ricopre anche la carica di Primo ministro ad interim dal 31 dicembre 2020.

### Bibliografiche
1. ↑  (RO) Mihai Popșoi este noul ministru de Externe al Republicii Moldova, după ce Nicu Popescu şi-a dat demisia, su www.digi24.ro, 24 gennaio 2024. URL consultato il 24 dicembre 2024.
2. ↑  (EN) | Ministry of Foreign Affairs of the Republic of Moldova, su www.mfa.gov.md. URL consultato il 24 dicembre 2024 (archiviato dall'url originale il 18 aprile 2024).